# مزایجان (زرین‌دشت)
مزایجان (زرین‌دشت)، روستایی از توابع بخش ایزدخواست شهرستان زرین‌دشت در استان فارس ایران است.

## جمعیت
این روستا در دهستان ایزدخواست شرقی قرار دارد و براساس سرشماری مرکز آمار ایران در سال ۱۳۸۵، جمعیت آن ۲٬۱۱۶ نفر (۴۵۴خانوار) بوده‌است. از مهم‌ترین آثار این روستا به آتشکدهٔ مزایجان؛ غار نمکی، سنگ چین‌های پایین قلعه مزایجان در حدود قرن ۱۳۰۰ ه‍.ش و قلعه مزایجان در عهد «اورات» اشاره کرد.